# Batalha de Anquíalo (763)
A Batalha de Anquíalo (em búlgaro:  Битката при Анхиало) ocorreu em 763 perto da cidade homônima (atualmente Pomorie), na costa búlgara do mar Negro entre forças bizantinas e do búlgaras, resultando numa vitória bizantina.

## Origem do conflito
Após a vitória na Batalha do Passo de Rishki em 759, o cã búlgaro Vineque demonstrou uma surpreendente falta de ação e um desejo de paz que custou-lhe o trono e sua vida. O novo governante, Teletzes, era um feroz patrocinador de mais ações militares contra os bizantinos. Com sua cavalaria pesada, ele saqueou as regiões fronteiriças do Império Bizantino e, em 16 de junho de 763, Constantino V deixou Constantinopla à frente de um grande exército e de uma frota de 800 navios com doze cavaleiros cada.

## A batalha
O energético cã búlgaro barrou os passos de montanha e se colocou em posições elevadas perto de Anquíalo, mas sua auto-confiança e impaciência acabaram por incitá-lo a descer para a planície e atacar frontalmente o inimigo. A batalha começou às dez da manhã e se prolongou até o pôr-do-sol. Foi longa e sangrenta, mas, no final, os bizantinos venceram apesar da enorme perda de soldados, nobres e comandantes. Os búlgaro também enfrentaram pesadas perdas e muitos soldados foram capturados, ao passo que Teletzes conseguiu escapar.

## Resultado
Constantino V retornou à capital com um triunfo, no qual ele assassinou os prisioneiros. O destino de Teletzes foi parecido: dois anos após a derrota, ele foi assassinado por conta dela. Os bizantinos não conseguiram, contudo, se aproveitar da vantagem estratégica que tinham e as prolongadas guerras do século VIII só terminaram em 792, na Batalha de Marcela, com uma grande vitória búlgara e a restauração do tratado de paz de 718.